# Даріо Шимич
Даріо Шимич (хорв. Dario Šimić, МФА: [ˈdaːriɔ ˈʃiːmitɕ], * 12 листопада 1975, Загреб) — хорватський футболіст, захисник. 
Насамперед відомий виступами за клуби «Кроація», «Інтернаціонале» та «Мілан», а також національну збірну Хорватії.
П'ятиразовий чемпіон Хорватії. Чотириразовий володар Кубка Хорватії. Володар Кубка Італії. Чемпіон Італії. Володар Суперкубка Італії з футболу. Дворазовий переможець Ліги чемпіонів УЄФА. Дворазовий володар Суперкубка УЄФА. Клубний чемпіон світу.

## Клубна кар'єра
Вихованець футбольної школи клубу «Динамо» (Загреб).
У дорослому футболі дебютував 1992 року виступами за команду клубу «Кроація», як на той час називалося загребське «Динамо», в якій провів сім сезонів, взявши участь у 140 матчах чемпіонату. За цей час п'ять разів виборював титул чемпіона Хорватії.
Своєю грою за цю команду привернув увагу представників тренерського штабу італійського клубу «Інтернаціонале», до складу якого приєднався 1999 року. Відіграв за «нераззуррі» наступні три з половиною сезони своєї ігрової кар'єри. Більшість часу, проведеного у складі «Інтернаціонале», був основним гравцем захисту команди.
2002 року уклав контракт з іншим міланським клубом, «Міланом», у складі якого провів наступні шість років своєї кар'єри гравця. За цей час додав до переліку своїх трофеїв титул володаря Кубка Італії, ставав чемпіоном Італії, володарем Суперкубка Італії з футболу, переможцем Ліги чемпіонів УЄФА (двічі), володарем Суперкубка УЄФА (двічі), клубний чемпіон світу.
Протягом 2008—2010 років захищав кольори команди клубу «Монако».
Завершив професійну ігрову кар'єру у клубі «Динамо» (Загреб), до якого повернувся 2010 року. Провів за свою «рідну» команду два матчі в рамках тогорічного розіграшу Ліги чемпіонів та одну гру на Суперкубок Хорватії, після чого вирішив завершити кар'єру гравця.

## Виступи за збірну
1996 року дебютував в офіційних матчах у складі національної збірної Хорватії. Протягом кар'єри у національній команді, яка тривала 13 років, провів у формі головної команди країни 100 матчів (найкращий результат серед усіх гравців національної команди), забивши 3 голи.
У складі збірної був учасником чемпіонату Європи 1996 року в Англії, чемпіонату світу 1998 року у Франції, на якому команда здобула бронзові нагороди, чемпіонату світу 2002 року в Японії і Південній Кореї, чемпіонату світу 2006 року у Німеччині, а також чемпіонату Європи 2008 року в Австрії та Швейцарії.
| Дата       | Місто            | Господарі            | Результат             | Гості                | Турнір                | Голи | Примітки |
| ---------- | ---------------- | -------------------- | --------------------- | -------------------- | --------------------- | ---- | -------- |
| 13/03/1996 | Загреб           | Хорватія             | 3 – 0                 | Південна Корея       | товариський матч      | -    |          |
| 26/03/1996 | Вараждин         | Хорватія             | 2 – 0                 | Ізраїль              | товариський матч      | -    |          |
| 19/06/1996 | Ноттінгем        | Хорватія             | 0 – 3                 | Португалія           | ЧЄ 1996 - 1-й етап    | -    |          |
| 08/10/1996 | Болонья          | Боснія і Герцеговина | 1 – 4                 | Хорватія             | Відбір до ЧС 1998     | -    |          |
| 11/12/1996 | Касабланка       | Марокко              | 2 – 2 д.ч. (6-7 п.п.) | Хорватія             | товариський матч      | -    |          |
| 02/04/1997 | Спліт            | Хорватія             | 3 – 3                 | Словенія             | Відбір до ЧС 1998     | -    |          |
| 30/04/1997 | Салоніки         | Греція               | 0 – 1                 | Хорватія             | Відбір до ЧС 1998     | -    |          |
| 08/06/1997 | Токіо            | Японія               | 4 – 3                 | Хорватія             | товариський матч      | -    |          |
| 12/06/1997 | Сендай           | Туреччина            | 1 – 1                 | Хорватія             | товариський матч      | -    |          |
| 06/09/1997 | Загреб           | Хорватія             | 3 – 2                 | Боснія і Герцеговина | Відбір до ЧС 1998     | -    |          |
| 11/10/1997 | Любляна          | Словенія             | 1 – 3                 | Хорватія             | Відбір до ЧС 1998     | -    |          |
| 29/10/1997 | Загреб           | Хорватія             | 2 – 0                 | Україна              | Відбір до ЧС 1998     | -    |          |
| 15/11/1997 | Київ             | Україна              | 1 – 1                 | Хорватія             | Відбір до ЧС 1998     | -    |          |
| 22/04/1998 | Осієк            | Хорватія             | 4 – 1                 | Польща               | товариський матч      | -    |          |
| 29/05/1998 | Пула             | Хорватія             | 1 – 2                 | Словаччина           | товариський матч      | -    |          |
| 03/06/1998 | Рієка            | Хорватія             | 2 – 0                 | Іран                 | товариський матч      | -    |          |
| 06/06/1998 | Загреб           | Хорватія             | 7 – 0                 | Австралія            | товариський матч      | -    |          |
| 14/06/1998 | Ланс             | Ямайка               | 1 – 3                 | Хорватія             | ЧС 1998 - 1-й етап    | -    |          |
| 20/06/1998 | Нант             | Японія               | 0 – 1                 | Хорватія             | ЧС 1998 - 1-й етап    | -    |          |
| 26/06/1998 | Бордо            | Аргентина            | 1 – 0                 | Хорватія             | ЧС 1998 - 1-й етап    | -    |          |
| 30/06/1998 | Бордо            | Румунія              | 0 – 1                 | Хорватія             | ЧС 1998 - 1/8 фіналу  | -    |          |
| 04/07/1998 | Ліон             | Німеччина            | 0 – 3                 | Хорватія             | ЧС 1998 - чвертьфінал | -    |          |
| 08/07/1998 | Сен-Дені         | Франція              | 2 – 1                 | Хорватія             | ЧС 1998 - півфінал    | -    |          |
| 05/09/1998 | Дублін           | Ірландія             | 2 – 0                 | Хорватія             | Відбір до ЧЄ 2000     | -    |          |
| 10/10/1998 | Валетта          | Мальта               | 1 – 4                 | Хорватія             | Відбір до ЧЄ 2000     | 1    |          |
| 14/10/1998 | Загреб           | Хорватія             | 3 – 2                 | Північна Македонія   | Відбір до ЧЄ 2000     | -    |          |
| 10/02/1999 | Спліт            | Хорватія             | 0 – 1                 | Данія                | товариський матч      | -    |          |
| 28/04/1999 | Загреб           | Хорватія             | 0 – 0                 | Італія               | товариський матч      | -    |          |
| 05/05/1999 | Севілья          | Іспанія              | 3 – 1                 | Хорватія             | товариський матч      | -    |          |
| 05/06/1999 | Скоп'є           | Північна Македонія   | 1 – 1                 | Хорватія             | Відбір до ЧЄ 2000     | -    |          |
| 18/08/1999 | Белград          | Югославія            | 0 – 0                 | Хорватія             | Відбір до ЧЄ 2000     | -    |          |
| 21/08/1999 | Загреб           | Хорватія             | 2 – 1                 | Мальта               | Відбір до ЧЄ 2000     | -    |          |
| 04/09/1999 | Загреб           | Хорватія             | 1 – 0                 | Ірландія             | Відбір до ЧЄ 2000     | -    |          |
| 29/03/2000 | Загреб           | Хорватія             | 1 – 1                 | Німеччина            | товариський матч      | -    |          |
| 28/05/2000 | Загреб           | Хорватія             | 0 – 2                 | Франція              | товариський матч      | -    |          |
| 16/08/2000 | Братислава       | Словаччина           | 1 – 1                 | Хорватія             | товариський матч      | -    |          |
| 02/09/2000 | Брюссель         | Бельгія              | 0 – 0                 | Хорватія             | Відбір до ЧС 2002     | -    |          |
| 11/10/2000 | Загреб           | Хорватія             | 1 – 1                 | Шотландія            | Відбір до ЧС 2002     | -    |          |
| 28/02/2001 | Рієка            | Хорватія             | 1 – 0                 | Австрія              | товариський матч      | -    |          |
| 24/03/2001 | Осієк            | Хорватія             | 4 – 1                 | Латвія               | Відбір до ЧС 2002     | -    |          |
| 25/04/2001 | Вараждин         | Хорватія             | 2 – 2                 | Греція               | товариський матч      | -    |          |
| 02/06/2001 | Вараждин         | Хорватія             | 4 – 0                 | Сан-Марино           | Відбір до ЧС 2002     | -    |          |
| 06/06/2001 | Рига             | Латвія               | 0 – 1                 | Хорватія             | Відбір до ЧС 2002     | -    |          |
| 15/08/2001 | Дублін           | Ірландія             | 2 – 2                 | Хорватія             | товариський матч      | -    |          |
| 05/09/2001 | Серравалле       | Сан-Марино           | 0 – 4                 | Хорватія             | Відбір до ЧС 2002     | -    |          |
| 06/10/2001 | Загреб           | Хорватія             | 1 – 0                 | Бельгія              | Відбір до ЧС 2002     | -    |          |
| 13/02/2002 | Рієка            | Хорватія             | 0 – 0                 | Болгарія             | товариський матч      | -    |          |
| 27/03/2002 | Загреб           | Хорватія             | 0 – 0                 | Словенія             | товариський матч      | -    |          |
| 08/06/2002 | Касіма (Ібаракі) | Італія               | 1 – 2                 | Хорватія             | ЧС 2002 - 1-й етап    | -    |          |
| 13/06/2002 | Йокогама         | Еквадор              | 1 – 0                 | Хорватія             | ЧС 2002 - 1-й етап    | -    |          |
| 07/09/2002 | Осієк            | Хорватія             | 0 – 0                 | Естонія              | Відбір до ЧЄ 2004     | -    |          |
| 12/10/2002 | Софія (місто)    | Болгарія             | 0 – 2                 | Хорватія             | Відбір до ЧЄ 2004     | -    |          |
| 12/02/2003 | Спліт            | Хорватія             | 0 – 0                 | Польща               | товариський матч      | -    |          |
| 29/03/2003 | Загреб           | Хорватія             | 4 – 0                 | Бельгія              | Відбір до ЧЄ 2004     | -    |          |
| 02/04/2003 | Вараждин         | Хорватія             | 2 – 0                 | Андорра              | Відбір до ЧЄ 2004     | -    |          |
| 30/04/2003 | Стокгольм        | Швеція               | 1 – 2                 | Хорватія             | товариський матч      | -    |          |
| 11/06/2003 | Таллінн          | Естонія              | 0 – 1                 | Хорватія             | Відбір до ЧЄ 2004     | -    |          |
| 20/08/2003 | Іпсвіч           | Англія               | 3 – 1                 | Хорватія             | товариський матч      | -    |          |
| 06/09/2003 | Андорра-ла-Велья | Андорра              | 0 – 3                 | Хорватія             | Відбір до ЧЄ 2004     | -    |          |
| 10/09/2003 | Брюссель         | Бельгія              | 2 – 1                 | Хорватія             | Відбір до ЧЄ 2004     | 1    |          |
| 11/10/2003 | Загреб           | Хорватія             | 1 – 0                 | Болгарія             | Відбір до ЧЄ 2004     | -    |          |
| 15/11/2003 | Загреб           | Хорватія             | 1 – 1                 | Словенія             | Відбір до ЧЄ 2004     | -    |          |
| 18/02/2004 | Спліт            | Хорватія             | 1 – 2                 | Німеччина            | товариський матч      | -    |          |
| 31/03/2004 | Загреб           | Хорватія             | 2 – 2                 | Туреччина            | товариський матч      | -    |          |
| 28/04/2004 | Скоп'є           | Північна Македонія   | 0 – 1                 | Хорватія             | товариський матч      | -    |          |
| 29/05/2004 | Рієка            | Хорватія             | 1 – 0                 | Словаччина           | товариський матч      | -    |          |
| 05/06/2004 | Копенгаген       | Данія                | 1 – 2                 | Хорватія             | товариський матч      | -    |          |
| 13/06/2004 | Лейрія           | Швейцарія            | 0 – 0                 | Хорватія             | ЧЄ 2004 - 1-й етап    | -    |          |
| 17/06/2004 | Лейрія           | Хорватія             | 2 – 2                 | Франція              | ЧЄ 2004 - 1-й етап    | -    |          |
| 21/06/2004 | Лісабон          | Хорватія             | 2 – 4                 | Англія               | ЧЄ 2004 - 1-й етап    | -    |          |
| 17/08/2005 | Спліт            | Хорватія             | 1 – 1                 | Бразилія             | товариський матч      | -    |          |
| 03/09/2005 | Рейк'явік        | Ісландія             | 1 – 3                 | Хорватія             | Відбір до ЧС 2006     | -    |          |
| 07/09/2005 | Валетта          | Мальта               | 1 – 1                 | Хорватія             | Відбір до ЧС 2006     | -    |          |
| 08/10/2005 | Загреб           | Хорватія             | 1 – 0                 | Швеція               | Відбір до ЧС 2006     | -    |          |
| 12/10/2005 | Будапешт         | Угорщина             | 0 – 0                 | Хорватія             | Відбір до ЧС 2006     | -    |          |
| 01/03/2006 | Базель           | Хорватія             | 3 – 2                 | Аргентина            | товариський матч      | 1    |          |
| 23/05/2006 | Відень           | Австрія              | 1 – 4                 | Хорватія             | товариський матч      | -    |          |
| 28/05/2006 | Осієк            | Хорватія             | 2 – 2                 | Іран                 | товариський матч      | -    |          |
| 03/06/2006 | Вольфсбург       | Хорватія             | 0 – 1                 | Польща               | товариський матч      | -    |          |
| 07/06/2006 | Женева           | Хорватія             | 1 – 2                 | Іспанія              | товариський матч      | -    |          |
| 13/06/2006 | Берлін           | Бразилія             | 1 – 0                 | Хорватія             | ЧС 2006 - 1-й етап    | -    |          |
| 18/06/2006 | Нюрнберг         | Японія               | 0 – 0                 | Хорватія             | ЧС 2006 - 1-й етап    | -    |          |
| 22/06/2006 | Штутгарт         | Хорватія             | 2 – 2                 | Австралія            | ЧС 2006 - 1-й етап    | -    |          |
| 07/10/2006 | Загреб           | Хорватія             | 7 – 0                 | Андорра              | Відбір до ЧЄ 2008     | -    |          |
| 11/10/2006 | Загреб           | Хорватія             | 2 – 0                 | Англія               | Відбір до ЧЄ 2008     | -    |          |
| 15/11/2006 | Тель-Авів        | Ізраїль              | 3 – 4                 | Хорватія             | Відбір до ЧЄ 2008     | -    |          |
| 07/02/2007 | Рієка            | Хорватія             | 2 – 1                 | Норвегія             | товариський матч      | -    |          |
| 24/03/2007 | Загреб           | Хорватія             | 2 – 1                 | Північна Македонія   | Відбір до ЧЄ 2008     | -    |          |
| 06/06/2007 | Загреб           | Хорватія             | 0 – 0                 | Росія                | Відбір до ЧЄ 2008     | -    |          |
| 22/08/2007 | Сараєво          | Боснія і Герцеговина | 3 – 5                 | Хорватія             | товариський матч      | -    |          |
| 08/09/2007 | Загреб           | Хорватія             | 2 – 0                 | Естонія              | Відбір до ЧЄ 2008     | -    |          |
| 13/10/2007 | Загреб           | Хорватія             | 1 – 0                 | Ізраїль              | Відбір до ЧЄ 2008     | -    |          |
| 16/10/2007 | Рієка            | Хорватія             | 3 – 0                 | Словаччина           | товариський матч      | -    |          |
| 17/11/2007 | Скоп'є           | Північна Македонія   | 3 – 0                 | Хорватія             | Відбір до ЧЄ 2008     | -    |          |
| 21/11/2007 | Лондон           | Англія               | 2 – 3                 | Хорватія             | Відбір до ЧЄ 2008     | -    |          |
| 06/02/2008 | Спліт            | Хорватія             | 0 – 3                 | Нідерланди           | товариський матч      | -    |          |
| 26/03/2008 | Глазго           | Шотландія            | 1 – 1                 | Хорватія             | товариський матч      | -    |          |
| 24/05/2008 | Рієка            | Хорватія             | 1 – 0                 | Молдова              | товариський матч      | -    |          |
| 16/06/2008 | Клагенфурт       | Польща               | 0 – 1                 | Хорватія             | ЧЄ 2008 - 1-й етап    | -    |          |
| 20/08/2008 | Марибор          | Словенія             | 2 – 3                 | Хорватія             | товариський матч      | -    |          |
| Усього     |                  | Матчів (1 місце)     | 100                   |                      | Голів                 | 3    |          |

## Титули і досягнення
- Чемпіон Хорватії (5):

«Кроація»: 1992–93, 1995–96, 1996–97, 1997–98, 1998–99
- Володар Кубка Хорватії (4):

«Кроація»: 1993-94, 1995-96, 1996-97, 1997-98
- Володар Кубка Італії (1):

«Мілан»: 2002–03
- Чемпіон Італії (1):

«Мілан»: 2003–04
- Володар Суперкубка Італії з футболу (1):

«Мілан»: 2004
- Переможець Ліги чемпіонів УЄФА (2):

«Мілан»: 2002–03, 2006–07
- Володар Суперкубка УЄФА (2):

«Мілан»: 2003, 2007
- Клубний чемпіон світу (1):

«Мілан»: 2007
- Бронзовий призер чемпіонату світу: 1998